# Château du Pilorget
Pour les articles homonymes, voir Pilorget.
Le château du Pilorget est un hôtel particulier situé à Tours, au 12 rue Pinguet-Guindon (Saint-Symphorien). Le monument fait l’objet d’inscriptions partielles au titre des monuments historiques par les arrêtés des 12 janvier 1931 (façades et toitures) et 8 juin 1943 (escalier, boiseries).

## Historique
En 1781, il est la propriété de Pierre Thenon, procureur au bailliage de Tours.
La famille Motte en est propriétaire au XXe siècle.